# Maurice Tornay
Maurice Tornay (La Rosière, 31 agosto 1910 – Cho La, 11 agosto 1949) è stato un religioso svizzero.

## Biografia
Maurice Tornay nacque in una famiglia di contadini. Dopo aver frequentato il ginnasio e il liceo nel collegio abbaziale di Saint-Maurice, gestito dai canonici regolari, dal 1925 al 1931, entrò nello stesso anno come novizio all'ospizio del Gran San Bernardo, divenendovi canonico regolare nel 1935.
Partì per l'Asia dove altri confratelli intendevano fondare un ospizio, animato a restarvi come missionario; disse al fratello: «Voglio consumarmi per puro amore verso Dio. Mio caro Luigi, da lì non tornerò più». Nel 1936 arrivò alla missione dello Yunnan al confine con il Tibet. Fu ordinato sacerdote ad Hanoi, nel Vietnam, nel 1938, e qui diresse il piccolo seminario di Houa-Lo-Pa per il clero locale dal 1938 al 1945: la sua attività era improntata a grande solerzia e sacrificio. Nel giugno del 1945 fu nominato parroco di Yerkalo, che era l'unica missione cattolica del Tibet indipendente; incontrò l'ostilità dei lama e fu espulso dalla missione nel gennaio del 1946, trovando rifugio nella località di Pamé. Ricorse invano ai diplomatici occidentali e al nunzio apostolico e finalmente decise di recarsi dal Dalai Lama per ottenere la tolleranza necessaria per continuare la sua missione in Tibet.
Nel gennaio del 1949 si unì a una carovana in partenza per Lhasa, ma fu costretto a tornare sui propri passi e venne assassinato con il suo domestico tibetano in un'imboscata tesa dai lama in territorio cinese, ad un’altitudine di 4000 metri. I sicari incaricati dell'assassinio furono ricompensati con 1000 piastre.

## Culto
Nel 1993 è stato dichiarato martire e proclamato beato da papa Giovanni Paolo II. 
Il suo elogio si legge nel Martirologio romano all'11 agosto.
Nella cappella di La Rosière, dove si può visitare la sua casa natale, sono state installate nel 1994 quattro vetrate che lo ritraggono. Una nuova cappella e uno spazio gli saranno dedicati all'interno della chiesa di Orsières.